# Charlotte Gneuß

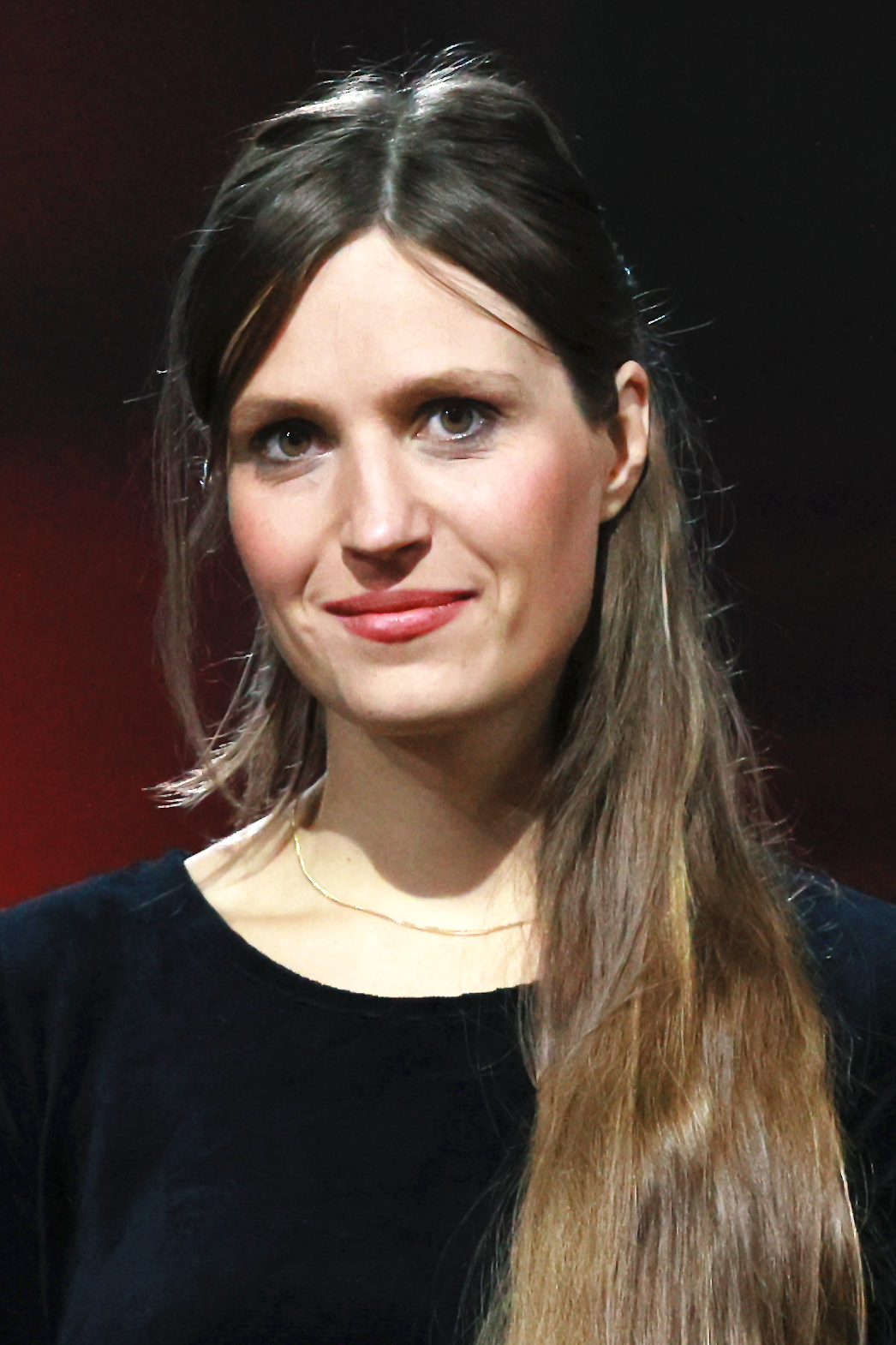
Charlotte Gneuß auf der Frankfurter Buchmesse 2023

Wibke Charlotte Gneuß (* 1992 in Ludwigsburg) ist eine deutsche Schriftstellerin.

## Leben
Charlotte Gneuß wurde im schwäbischen Ludwigsburg geboren, nachdem ihre aus Dresden stammenden Eltern die DDR ein halbes Jahr vor dem Mauerfall verlassen hatten. Sie absolvierte zunächst eine Buchbinder-Ausbildung, bevor sie an der Evangelischen Hochschule in Dresden Soziale Arbeit studierte. 2017 studierte sie am Literaturinstitut Leipzig und im Anschluss daran an der Universität der Künste Berlin Szenisches Schreiben.
Gneuß lebt in Berlin.

## Werk und Rezeption
Neben ihren anfänglichen Veröffentlichungen in Literaturmagazinen schrieb sie nach Einladung in Textwerkstätten wie der Jürgen Ponto-Stiftung und der Kölner Schmiede. Im Wochenmagazin Die Zeit schrieb sie Gastbeiträge, so zu den Themen Schwangerschaftsabbruch und Arbeitswelt. Gneuß ist Gewinnerin des Leonhard-Frank-Stipendiums für neue Dramatik.
Im August 2023 erschien ihr Debütroman Gittersee, dessen Handlung in der DDR in Dresden-Gittersee 1976 angesiedelt ist. Die 16-jährige Schülerin Karin Köhler, verliebt in Paul, lässt sich auf Gespräche mit der Staatssicherheit ein. Der Roman wurde von der Kritik durchweg positiv aufgenommen, stand auf der Longlist für den Deutschen Buchpreis und wurde mit dem Literaturpreis der Jürgen Ponto-Stiftung 2023 und dem aspekte-Literaturpreis für das „beste Debüt des Jahres“ ausgezeichnet. Der Schriftsteller Ingo Schulze kritisierte in einer verlagsinternen Mängelliste Beschreibungen von Ereignissen im Buch, die seiner Erinnerung nach in der DDR anders stattgefunden hatten als im Buch wiedergegeben. Etwa sei das Wort „lecker“ nicht benutzt worden. Diese Liste wurde auf unbekannten Wegen der Jury des deutschen Buchpreises zugespielt. Die Autorin kommentierte den Vorfall in der Frankfurter Allgemeinen mit folgenden Worten:  „Es ist fast schon perfide, wenn ausgerechnet ein Roman, der sich mit der Tätigkeit der Staatssicherheit beschäftigt, durch eine weitergereichte Liste mit angeblichen Fehlern beschädigt werden soll. Das fühlt sich an wie Realsatire.“  In den folgenden Wochen wurde darüber diskutiert, „wer wie über die DDR schreiben sollte und wer wie nicht“.
2024 wurde Gneuß Stadtschreiberin von Dresden.

## Veröffentlichungen
- als Hrsg. mit Laura Dshamilja Weber: Glückwunsch. 15 Erzählungen über Abtreibung. Anthologie. Carl Hanser Verlag, München 2023, ISBN 978-3-446-27828-8.
- als Hrsg. Neue Rundschau 2024/4: Diktatur und Utopie – wie erzählen wir die DDR? S. Fischer Verlag. Frankfurt am Main 2024, ISBN 978-3-10-809139-2
- Gittersee. Roman. S. Fischer Verlag, Frankfurt am Main 2023, ISBN 978-3-10-397088-3.
- Oder Reutershagen. Kurzgeschichte. DAS GRAMM. Berlin 2024[12]
- Tüll. Eine Weihnachtsgeschichte, gelesen von Charlotte Gneuß für den Deutschlandfunk

## Auszeichnungen und Nominierungen
- 2023: Nominierung (Longlist) für den Deutschen Buchpreis[13]
- 2023: Nominierung für den Retzhofer Dramapreis[14]
- 2023: Aspekte-Literaturpreis[15]
- 2023: Literaturpreis der Jürgen Ponto-Stiftung 2023[16]
- 2024: Dresdner Stadtschreiberin[17]
- 2024: Nominierung für den Rauriser Literaturpreis (Shortlist) mit „Gittersee“[18]
- 2024: Literaturstipendium des Landes Baden-Württemberg
- 2024: Nicolas-Born-Debütpreis